# Гадериан, Юсеф
Юсеф Гадериан (перс. یوسف قادریان‎; род.  14 февраля 1993 года) — иранский спортсмен, борец классического стиля. Бронзовый призёр чемпионата мира 2015 года. Победитель чемпионата Азии в 2015 году и второй в 2014 году. Победитель Кубка мира в 2016 году и третий 2017 годах. Чемпион Игр исламской солидарности в 2017 году. Бронзовый призер летней юношеской олимпиады в 2010 году. Юный вице-чемпион мира и юный чемпион Азии 2013 года.